# Citheronia leona
Citheronia leona är en fjärilsart som beskrevs av Druce 1890. Citheronia leona ingår i släktet Citheronia och familjen påfågelsspinnare. Inga underarter finns listade i Catalogue of Life.